# Halterofilismo nos Jogos Olímpicos de Verão de 1992
O halterofilismo nos Jogos Olímpicos de Verão de 1992 foi realizado em Barcelona, na Espanha, entre 26 de julho e 4 de agosto, com dez eventos disputados, todos masculinos. Um total de 244 atletas de 69 nações participou. As competições ocorreram no Pavilhão de la España Industrial, um edifício construído especificamente para as Olimpíadas de Barcelona e concluído em 1991. Onze nações conquistaram medalhas, mas as repúblicas da antiga União Soviética, competindo como Equipe Unificada, lideraram as tabelas com nove medalhas, incluindo cinco de ouro.

## Eventos do halterofilismo
Masculino: até 52 kg | até 56 kg | até 60 kg | até 67,5 kg | até 75 kg | até 82,5 kg | até 90 kg | até 100 kg | até 110 kg | acima de 110 kg

## Mosca (–52 kg)
| Pos. | País           | Atletas         | Marca    |
| ---- | -------------- | --------------- | -------- |
|      | Bulgária (BUL) | Ivan Ivanov     | 265,0 kg |
|      | China (CHN)    | Lin Qisheng     | 262,5 kg |
|      | Romênia (ROM)  | Traian Cihărean | 252,5 kg |

## Galo (–56 kg)
| Pos. | País                | Atletas         | Marca    |
| ---- | ------------------- | --------------- | -------- |
|      | Coreia do Sul (KOR) | Chun Byung-Kwan | 287,5 kg |
|      | China (CHN)         | Liu Shoubin     | 277,5 kg |
|      | China (CHN)         | Luo Jianming    | 277,5 kg |

## Pena (–60 kg)
| Pos. | País           | Atletas           | Marca    |
| ---- | -------------- | ----------------- | -------- |
|      | Turquia (TUR)  | Naim Süleymanoğlu | 320,0 kg |
|      | Bulgária (BUL) | Nikolai Pechalov  | 305,0 kg |
|      | China (CHN)    | He Yingqiang      | 295,0 kg |

## Leve (–67,5 kg)
| Pos. | País                   | Atletas            | Marca    |
| ---- | ---------------------- | ------------------ | -------- |
|      | Equipa Unificada (EUN) | Israel Militossian | 337,5 kg |
|      | Bulgária (BUL)         | Ioto Iotov         | 327,5 kg |
|      | Alemanha (GER)         | Andreas Behm       | 320,0 kg |

## Médio (–75 kg)
| Pos. | País                   | Atletas       | Marca    |
| ---- | ---------------------- | ------------- | -------- |
|      | Equipa Unificada (EUN) | Tudor Casapu  | 357,5 kg |
|      | Cuba (CUB)             | Pablo Lara    | 357,5 kg |
|      | Coreia do Norte (PRK)  | Kim Myong Nam | 352,5 kg |

## Pesado-ligeiro (–82,5 kg)
| Pos. | País          | Atletas           | Marca    |
| ---- | ------------- | ----------------- | -------- |
|      | Grécia (GRE)  | Pyrros Dimas      | 370,0 kg |
|      | Polônia (POL) | Krzysztof Siemion | 370,0 kg |
|      | -             | nenhum (1)        | -        |

(1) - O medalhista de bronze Ibraguim Samadov (EUN Equipa Unificada) recusou-se a comparecer a cerimônia de premiação por discordar dos critérios de desempate da competição, onde os três primeiros colocados alcançaram a marca de 370 kg.

## Meio-pesado (–90 kg)
| Pos. | País                   | Atletas               | Marca    |
| ---- | ---------------------- | --------------------- | -------- |
|      | Equipa Unificada (EUN) | Kakhi Kakhiasvilis    | 412,5 kg |
|      | Equipa Unificada (EUN) | Serguei Sirtsov       | 412,5 kg |
|      | Polônia (POL)          | Sergiusz Wołczaniecki | 392,5 kg |

## Sub-pesado (–100 kg)
| Pos. | País                   | Atletas         | Marca    |
| ---- | ---------------------- | --------------- | -------- |
|      | Equipa Unificada (EUN) | Viktor Tregubov | 410,0 kg |
|      | Equipa Unificada (EUN) | Timur Taimazov  | 402,5 kg |
|      | Polônia (POL)          | Waldemar Malak  | 400,0 kg |

## Pesado (–110 kg)
| Pos. | País                   | Atletas      | Marca    |
| ---- | ---------------------- | ------------ | -------- |
|      | Alemanha (GER)         | Ronny Weller | 432,5 kg |
|      | Equipa Unificada (EUN) | Artour Akoev | 430,0 kg |
|      | Bulgária (BUL)         | Stefan Botev | 417,5 kg |

## Superpesado (+110 kg)
| Pos. | País                   | Atletas             | Marca    |
| ---- | ---------------------- | ------------------- | -------- |
|      | Equipa Unificada (EUN) | Alexandr Kurlovitch | 450,0 kg |
|      | Equipa Unificada (EUN) | Leonid Taranenko    | 425,0 kg |
|      | Alemanha (GER)         | Manfred Nerlinger   | 412,5 kg |

## Quadro de medalhas
| Pos.                | País                 | Ouro | Prata | Bronze | Total |
| ------------------- | -------------------- | ---- | ----- | ------ | ----- |
| 1                   | EUN Equipa Unificada | 5    | 4     | 0      | 9     |
| 2                   | BUL Bulgária         | 1    | 2     | 1      | 4     |
| 3                   | GER Alemanha         | 1    | 0     | 2      | 3     |
| 4                   | KOR Coreia do Sul    | 1    | 0     | 0      | 1     |
| 4                   | GRE Grécia           | 1    | 0     | 0      | 1     |
| 4                   | TUR Turquia          | 1    | 0     | 0      | 1     |
| 7                   | CHN China            | 0    | 2     | 2      | 4     |
| 8                   | POL Polônia          | 0    | 1     | 2      | 3     |
| 9                   | CUB Cuba             | 0    | 1     | 0      | 1     |
| 10                  | PRK Coreia do Norte  | 0    | 0     | 1      | 1     |
| 10                  | ROM Romênia          | 0    | 0     | 1      | 1     |
| Total (11 entradas) | Total (11 entradas)  | 10   | 10    | 9      | 29    |